# Tabla matemática
Las tablas matemáticas son listas numéricas que muestran los resultados de un cálculo determinado con diferentes argumentos de entrada. Tablas de funciones trigonométricas ya se usaron en la antigua Grecia e India para aplicaciones como la astronomía y la navegación. Continuaron siendo ampliamente utilizadas hasta que las calculadoras electrónicas se hicieron asequibles a partir de la segunda mitad del siglo XX, lo que permitió simplificar y acelerar espectacularmente numerosas tareas de computación. Hasta entonces, las tablas de logaritmos y de funciones trigonométricas eran comunes en los libros de texto de matemáticas y ciencias, y se publicaban tablas especializadas para numerosas aplicaciones. 

## Historia y uso
Las primeras tablas de funciones trigonométricas conocidas se sabe que fueron realizadas por Hiparco de Nicea (c.190 - c.120 a. C.) y Menelao de Alejandría (c.70-140), pero ambas se han perdido. Junto con la Tabla de cuerdas de Ptolomeo (c. 90 - c.168) que sí se ha conservado, todas eran tablas de ángulos y de sus cuerdas completas correspondientes (y no de medias cuerdas, equivalentes a la función seno). La tabla de Āryabhaṭa (476-550), un matemático indio, se considera la primera tabla de senos, y llegó a convertirse en la principal herramienta de cálculo trigonométrico en la antigua India durante casi mil años. Hubo continuos intentos de mejorar la precisión de esta tabla, que culminaron con el descubrimiento de las denominadas series de Madhava para las funciones seno y coseno (descubiertas por Madhava de Sangamagrama (c.1350-c.1425)), y la confección de la denominada tabla de senos de Madhava con valores precisos de siete u ocho decimales. 
Hasta la invención de las computadoras y las calculadoras electrónicas, se usaron habitualmente las tablas de logaritmos decimales para hacer multiplicaciones, divisiones y exponenciaciones rápidas, incluida la extracción de raíces enésimas. 
Hubo diversos intentos en el siglo XIX de desarrollar computadoras mecánicas de propósito especial (conocidas como máquinas diferenciales), diseñadas para tabular aproximaciones polinómicas de funciones logarítmicas, con el propósito de calcular automáticamente tablas logarítmicas de gran precisión. Estos intentos fueron motivados principalmente por los errores relativamente frecuentes que aparecían en las tablas logarítmicas realizadas manualmente por los calculistas humanos de la época. Las primeras computadoras digitales se desarrollaron durante la Segunda Guerra Mundial, en parte para producir tablas matemáticas especializadas para la puntería de las armas de artillería. A partir de 1972, con el lanzamiento y el uso creciente de calculadoras científicas, la mayoría de las tablas matemáticas dejaron de usarse. 
Uno de los últimos esfuerzos importantes para construir tales tablas fue el Proyecto de Tablas Matemáticas que comenzó en 1938 como una iniciativa de la Administración de Progreso de Trabajos (WPA), que empleaba a 450 trabajadores para tabular funciones matemáticas superiores. Duró hasta la Segunda Guerra Mundial.   
Todavía se usan tablas de algunas funciones especiales. Por ejemplo, el uso de tablas de valores de la función de distribución acumulativa de la distribución normal, las llamadas tablas normales estándar, sigue siendo común hoy en día, especialmente en las escuelas. 
La creación de tablas almacenadas en la memoria de acceso aleatorio es una técnica de optimización de código común en la programación de computadoras, donde el uso de tales tablas acelera los cálculos en aquellos casos en que la búsqueda de tablas es más rápida que los cálculos correspondientes (particularmente si la computadora en cuestión no los realiza directamente). En esencia, se obtiene velocidad de cálculo a cambio del espacio de memoria en la computadora requerido para almacenar las tablas.

## Tablas de logaritmos

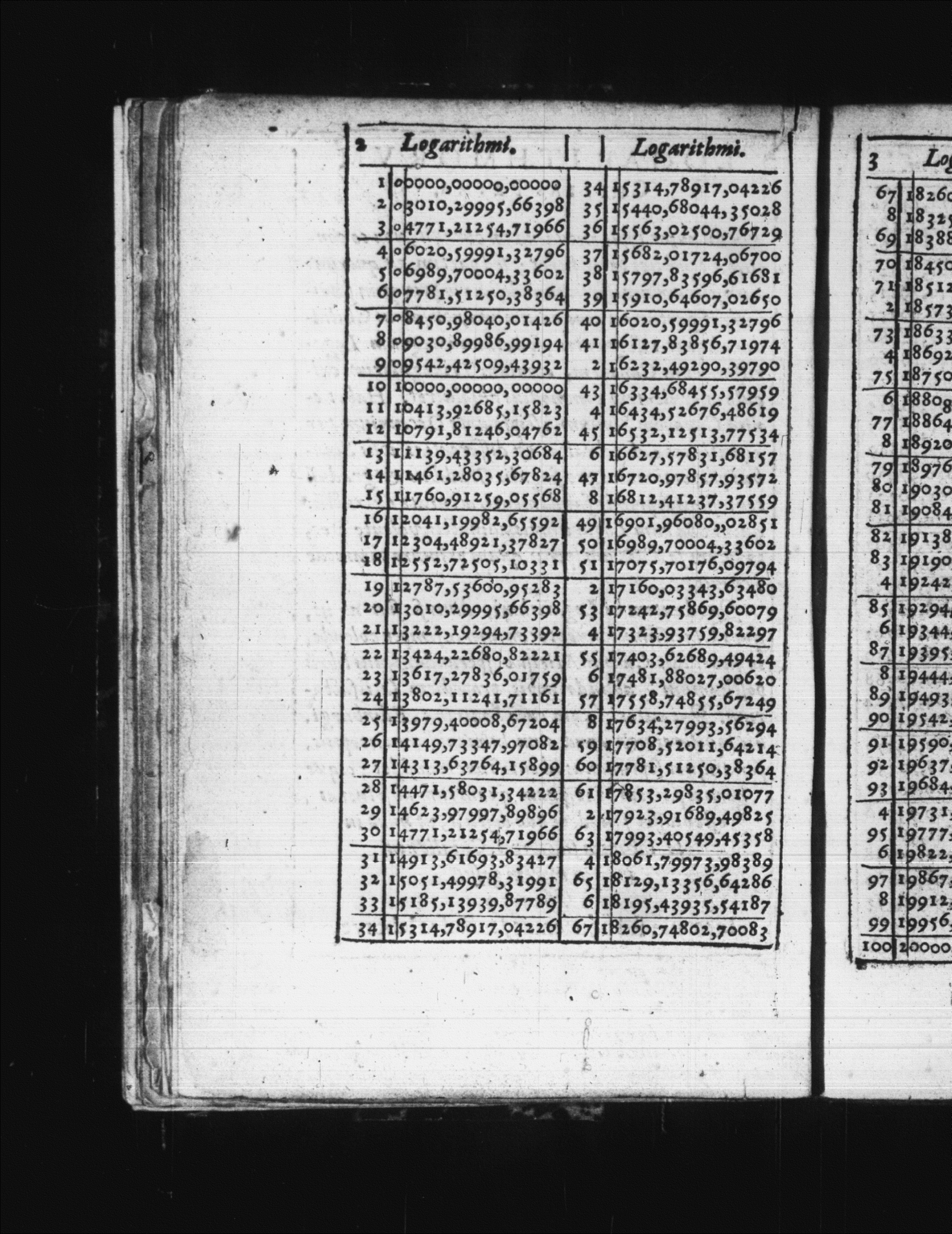
Una página del Logarithmorum Chilias Prima (1617) de Henry Briggs, que muestra el logaritmo de base 10 (común) de los enteros de 0 a 67 con catorce cifras decimales.

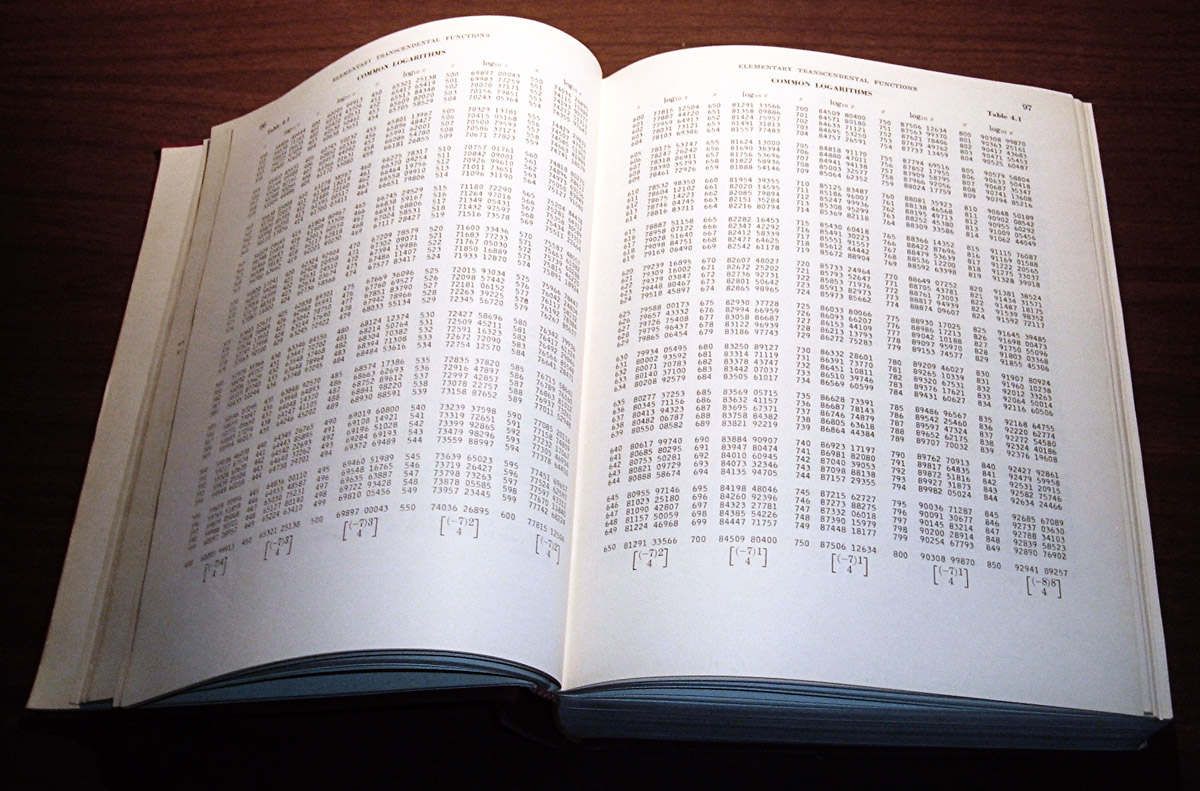
Parte de una tabla de logaritmos comunes del en el libro de referencia de Milton Abramowitz e Irene Stegun

Una página de una tabla de logaritmos de funciones trigonométricas del American Practical Navigator (2002). Se incluyen columnas de diferencias para facilitar la interpolación

Antes de la llegada de las calculadoras electrónicas y de las computadoras, las tablas que contienen logaritmos comunes (base 10) se usaron ampliamente en los cálculos porque los logaritmos convierten los problemas de multiplicación y división en problemas de suma y resta, que son mucho más fáciles de resolver. Los logaritmos de base 10 tienen una propiedad adicional que es única y útil: el logaritmo común de números mayores que uno que difieren solo por un factor de potencia de diez tienen la misma parte fraccional, conocida como mantisa. Las tablas de logaritmos comunes típicamente incluían solo las mantisas; la parte entera del logaritmo, conocida como la característica, podía determinarse fácilmente contando dígitos en el número original. Un principio similar permite el cálculo rápido de logaritmos de números positivos menores que 1. Por lo tanto, se puede usar una sola tabla de logaritmos comunes para todo el rango de números decimales positivos. En el artículo dedicado al logaritmo común figuran detalles sobre el uso de características y mantisas. 

### Historia
En 1544, el matemático alemán Michael Stifel publicó en idioma latín Arithmetica integra, que contiene una tabla de enteros y potencias de 2 que se ha considerado una versión primitiva de una tabla logarítmica.
El método de logaritmos fue publicado por John Napier en 1614, en un libro titulado Mirifici Logarithmorum Canonis Descriptio (Descripción de la maravillosa regla de los logaritmos). El libro contenía cincuenta y siete páginas de material explicativo y noventa páginas de tablas relacionadas con los logaritmos naturales. El matemático inglés Henry Briggs quien completó una traducción al inglés de esa obra en 1615 visitó a Napier ese año y propuso aplicar una nueva escala a los logaritmos neperianos, para formar lo que ahora se conoce como logaritmos comunes o de base 10. Napier delegó a Briggs el cálculo de una tabla revisada. En 1617, a partir de dicha tabla, Briggs publicó Logarithmorum Chilias Prima ("Los primeros mil logaritmos"), que incluía una breve descripción de los logaritmos y una tabla para los primeros 1000 enteros calculados hasta el decimocuarto lugar decimal. 
Fue tal el incremento de la potencia de cálculo disponible a través de los logaritmos comunes, del inverso de los números potenciados o de la notación exponencial, que hizo que los cálculos a mano fueran mucho más rápidos.

## Tablas trigonométricas
Los cálculos trigonométricos desempeñaron un papel importante en los primeros estudios de astronomía. Las primeras tablas se construyeron aplicando repetidamente identidades trigonométricas (como las del ángulo mitad y las de la suma de ángulos) para calcular nuevos valores a partir de los ya calculados. 

### Ejemplo
Para calcular la función seno de 75 grados, 9 minutos, 50 segundos usando una tabla de funciones trigonométricas como la tabla de Bernegger de 1619 ilustrada arriba, simplemente se puede redondear hasta 75 grados, 10 minutos; y luego encontrar la entrada de 10 minutos en el página de 75 grados, que se muestra arriba a la derecha, que es 0.9666746. 
Sin embargo, esta respuesta solo es precisa con cuatro decimales. Si se quisiera una mayor precisión, se podría interpolar linealmente de la siguiente manera: 
De la tabla de Bernegger: 
sen (75 ° 10 ′) = 0.9666746
sen (75 ° 9 ′) = 0.9666001
La diferencia entre estos valores es 0.0000745. 
Como hay 60 segundos en un minuto de arco, se multiplica la diferencia por 50/60 para obtener una corrección de (50/60) * 0.0000745 ≈ 0.0000621; y luego se agrega esa corrección al seno de  (75° 9') para obtener: 
sen (75 ° 9 ′ 50 ″) ≈ sen (75 ° 9 ′) + 0.0000621 = 0.9666001 + 0.0000621 = 0.9666622
Una calculadora moderna da el resultado de  sen (75 ° 9 ′ 50 ″) = 0.96666219991, por lo que la respuesta interpolada de la tabla de Bernegger es precisa hasta el séptimo dígito. 
Para tablas con mayor precisión (más dígitos por valor), puede ser necesaria una interpolación de orden superior para obtener una mayor exactitud. En la era anterior a las computadoras electrónicas, la interpolación de datos de tablas de esta manera era la única forma práctica de obtener valores de alta precisión de las funciones matemáticas necesarias para aplicaciones como la navegación, la astronomía y la topografía. 
Para comprender la importancia de la precisión en aplicaciones como la navegación, debe tenerse en cuenta que al nivel del mar un minuto de arco a lo largo del ecuador de la Tierra o de un meridiano (de hecho, de cualquier círculo máximo) equivale aproximadamente a una milla náutica (1,852 km).